# 彭筌
彭 筌（ほう せん、彭荃、ペン・クァン、1985年11月9日 - ）は、中国の囲碁棋士。貴州省出身、中国囲棋協会所属、劉小光九段門下、七段。全国囲棋個人戦準優勝2回、応昌期杯世界プロ囲碁選手権戦ベスト4など。「小李昌鎬」の異名もある。

## 経歴
貴陽市に生まれ、父の影響で碁を覚え、6歳の時に区の囲碁訓練班に入る。1994年に母について北京へ行き、中国棋院を見学した際に劉小光に河南省チーム入りを推薦され、鄭州に移る。1995年に第1回全国少年戦のC組（11歳以下）で優勝。1996年初段、最年少12歳で国家囲棋少年隊入りを果たす。1999年に世界青少年囲碁選手権大会青年部で優勝。同年14歳で春蘭杯中国代表となり、車敏洙、劉昌赫を破って注目を集める。2001年名人戦ベスト8、天元戦ベスト4。
2002年五段、全国囲棋個人戦2位、新人王戦優勝。2003年、招商銀行杯に準優勝し、翌年テレビ囲碁アジア選手権戦出場。2005年春蘭杯3位。2006年農辛杯で5人抜きを達成、七段昇段。2009年名人戦ベスト4。2010年BCカード杯世界囲碁選手権ベスト16。2011年招商銀行杯ベスト4。2013年Mlily夢百合杯世界囲碁オープン戦ベスト32。
中国囲棋甲級リーグ戦では1999年から中信大三元チーム、その後、浙江、北京新興地産などで出場。2009年は貴州チーム主将戦10勝4敗で主将最高勝率、2014年から遼寧チームでコーチ兼任。中国棋士ランキングでは、2003年7位。

### タイトル歴
- 新人王戦 2002年

### その他の棋歴
国際棋戦
- 春蘭杯世界囲碁選手権戦 3位 2004年（○周俊勲、○劉昌赫、○王立誠、×周鶴洋、○胡耀宇）、4位 2006年（○高根台、○周鶴洋、×常昊、×謝赫）、ベスト8 2002年（○車敏洙、○劉昌赫、×依田紀基）
- 応昌期杯世界プロ囲碁選手権戦 ベスト4 2004年（○王立誠、○依田紀基、○周鶴洋、1-2 崔哲瀚）
- トヨタ&デンソー杯囲碁世界王座戦 ベスト8 2006年（○チュエン・クオ、○崔哲瀚、×李昌鎬）
- 中韓新人王対抗戦
  - 2002年 1-2 李世乭
- 農心辛ラーメン杯世界囲碁最強戦
  - 2004年 0-1（○高尾紳路、×崔哲瀚）
  - 2006年 5-1（○羽根直樹、○崔哲瀚、○今村俊也、○元晟溱、○山田規三生、×朴永訓）
  - 2007年 0-1（×羽根直樹）

国内棋戦
- 全国囲棋個人戦 2位 2002、03年
- 招商銀行杯中国囲棋電視快棋戦 準優勝 2003年
- 全国体育大会 男子個人戦4位 2002年
- 全国智力運動会 2009年男子快棋戦4位・男子団体戦5位（貴州チーム）
- 中国囲棋甲級リーグ戦
  - 1999年（中信大三元）
  - 2000年（中信大三元）
  - 2001年（中信大三元）
  - 2002年（浙江新湖）
  - 2003年（北京大興）
  - 2004年（北京新興地産）15-6
  - 2005年（北京新興地産）9-13
  - 2006年（北京新興地産）
  - 2007年（新興地産）14-8
  - 2008年（新興地産）12-10
  - 2009年（貴州百魂）13-9
  - 2010年（遼寧覚華島）12-10
  - 2011年（遼寧覚華島）11-11
  - 2012年（遼寧覚華島）9-9
  - 2013年（遼寧覚華島）11-8
  - 2014年（遼寧覚華島）4-8（コーチ兼任）